# Storia della rappresentazione erotica

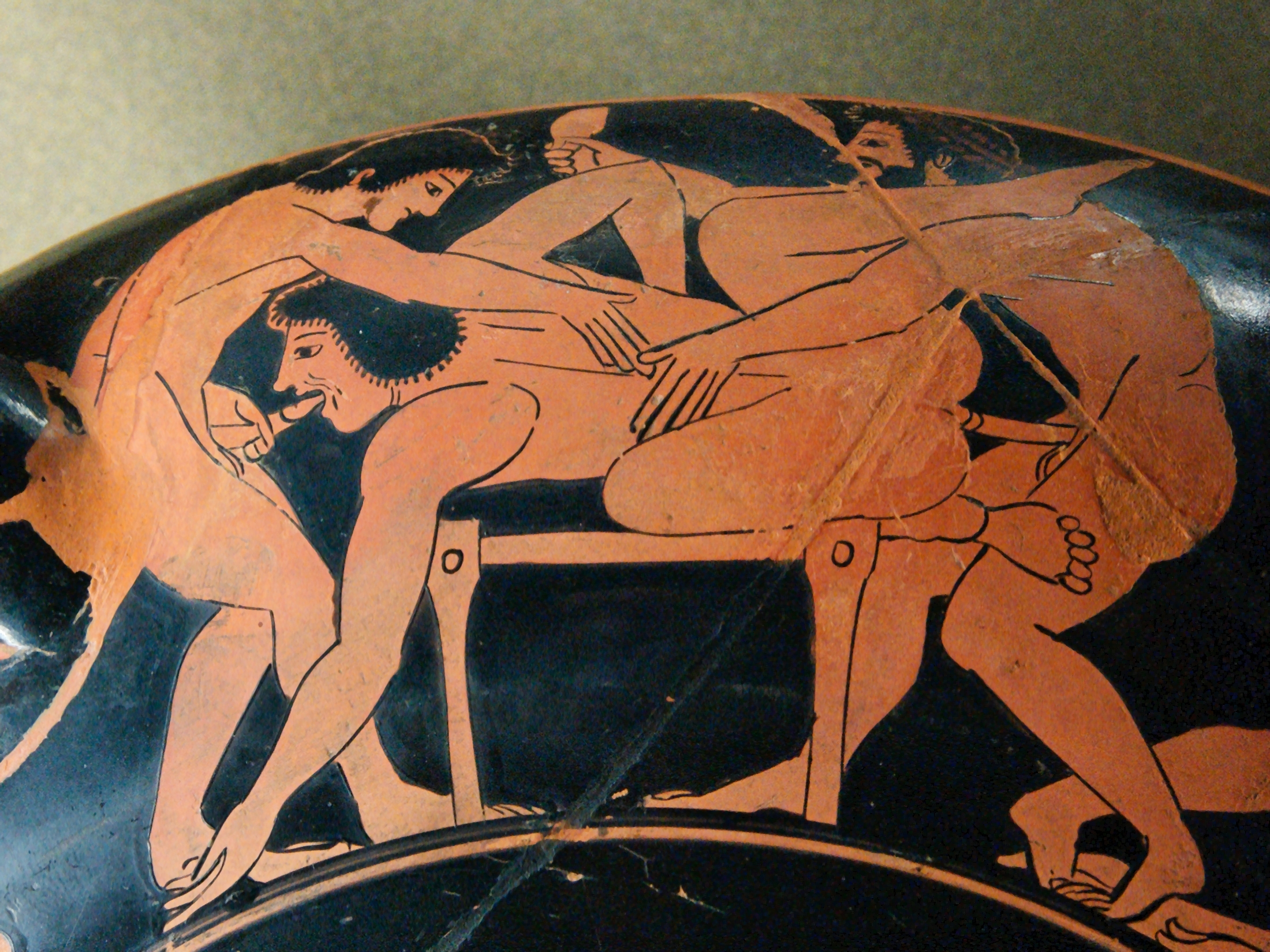
Scena erotica di sesso di gruppo su un Kylix del 510 a.C. circa.

La storia della rappresentazione erotica comprende dipinti, sculture, fotografie, arte drammatica, musica e letteratura che hanno mostrato lungo il corso del tempo scene di natura sessuale o comunque riconducenti all'erotismo in generale. Queste sono state create da quasi tutte le civiltà, sia antiche che moderne.
Le culture primitive hanno spesso associato l'atto sessuale con le forze soprannaturali e quindi anche la loro religiosità s'intreccia con una tale rappresentazione. Nei paesi asiatici come India, Nepal, Sri Lanka, Giappone e Cina la rappresentazione sessuale e l'arte erotica in genere contiene significati spirituali specifici all'interno dei culti e delle fedi religiose native.
I Greci e i Romani hanno prodotto molta arte e decorazione di natura erotica, in gran parte integrate con le loro credenze religiose e pratiche culturali.
In tempi più recenti, con l'evolversi delle capacità di comunicazione tramite la tecnologia, ogni nuova tecnica sopraggiunta, dalla stampa alla fotografia, dal cinema al computer, è stata adattata per visualizzare e diffondere queste raffigurazioni.

## Scoperta e atteggiamenti assunti

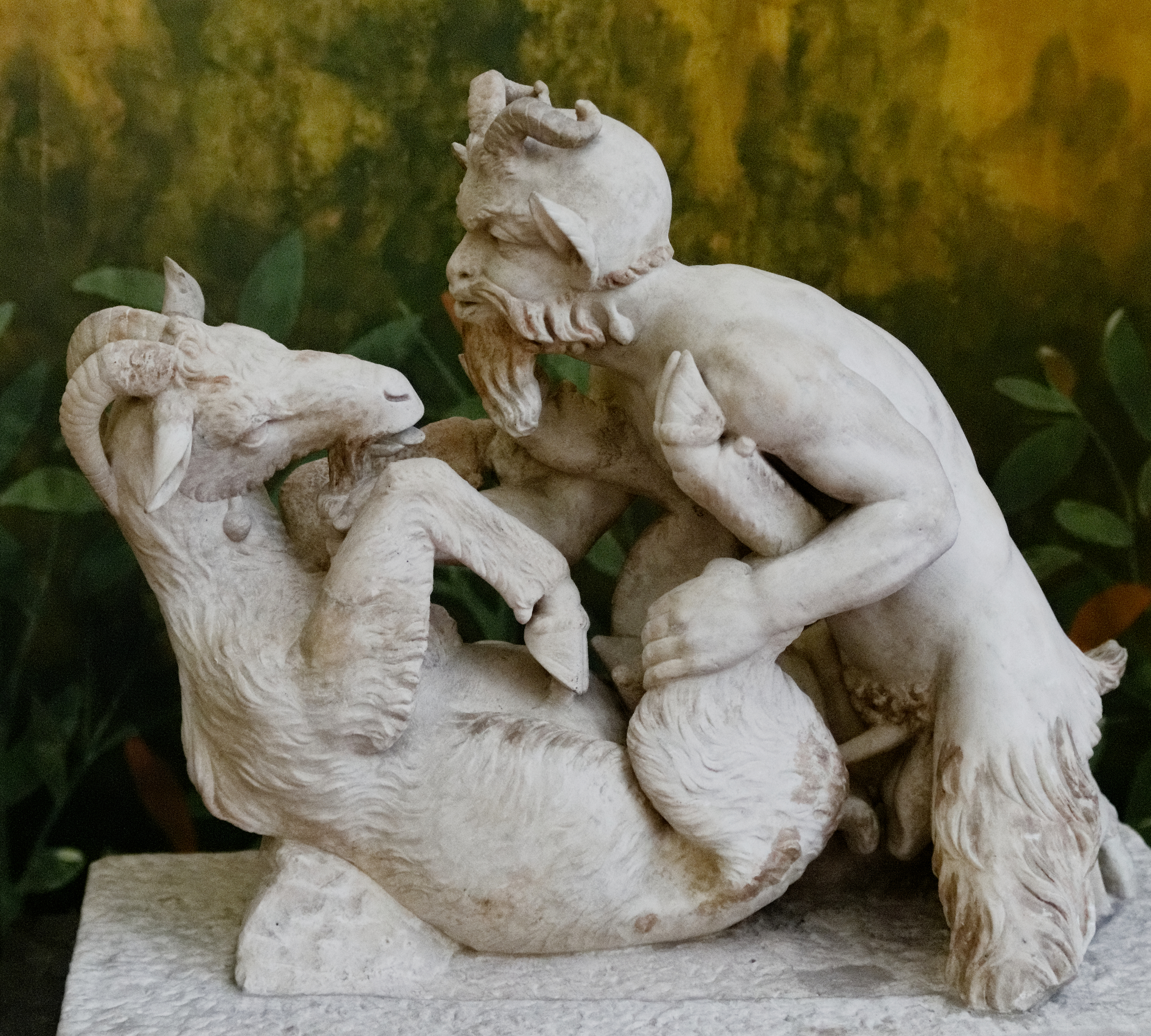
Pan che si accoppia con la capra, in marmo di Carrara. Dal peristilio rettangolare della Villa dei Papiri di Ercolano, 1752

Nei primi temi, la rappresentazione erotica costituiva spesso un sottoinsieme di cultura ed arte indigena o religiosa e come tale è stata trattata, in modo non dissimile rispetto a qualsiasi altro tipo di genere artistico, senza esse accantonata o messa da parte a causa del suo status.
Il moderno concetto di pornografia non è esistito fino a quando, in età vittoriana, non venne creata la sua attuale definizione, nel 1860, sostituendone l'antico significato di "scrittura riguardante la prostituzione". La prima apparizione del termine pornografia in un dizionario medico inglese nel 1857 la considera ancora come una descrizione della prostituzione o di argomenti ad essa correlati, come questione di igiene pubblica.
Nel 1864 la prima versione della definizione moderna appare nel dizionario Webster: la pornografia diviene così la pittura licenziosa impiegata per decorare le pareti delle camere sacre dei baccanali ed utilizzate per compiervi orge, alcuni esempi dei quali esistono a Pompei. Questo è stato l'inizio dell'interpretazione di ciò che oggi viene considerato come immagine a contenuto esplicitamente sessuale.
Anche se alcuni specifici atti e comportamenti sessuali erano stati regolati, quando non proibiti, da leggi precedenti, la semplice visione di oggetti od immagini che li rappresentavano non è stata bandita entro i confini dell'impero britannico fino al 1857; in alcuni casi perfino il possesso di alcuni libri, incisioni o collezioni d'immagini è stato messo fuorilegge. La tendenza a voler imporre leggi che limitano la visione di realtà sessuali esplicite in generale è pertanto un'invenzione di quel tempo. Nei paesi anglosassoni le prime leggi che criminalizzano la pornografia sono state emanate proprio in quel 1857 col primo "Obscene Publications Act".

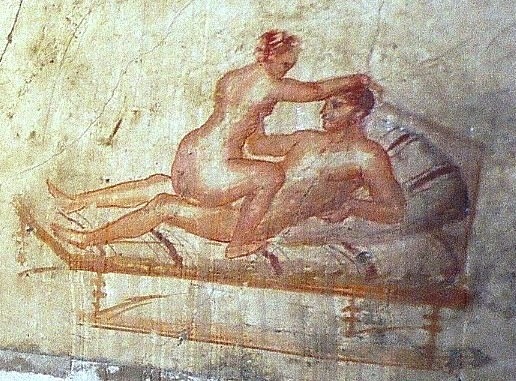
Affresco pompeiano raffigurante la posizione con donna sopra.

Quando i grandi scavi archeologici di Pompei furono intrapresi, durante gli anni '60 dell'800, gran parte dell'arte erotica di epoca romana è venuta alla luce, scioccando la mentalità dei vittoriani i quali si consideravano eredi intellettuali dell'impero romano. Non sapendo cosa fare di queste schiette e naturali rappresentazioni della sessualità umana si cercò in un primo momento di nasconderle agli occhi indiscreti del popolino e consentendone la visione esclusivamente agli studiosi specialisti.
La maggior parte degli oggetti considerati scabrosi sono stati chiusi a chiave nel Gabinetto Segreto del museo archeologico nazionale di Napoli; tutto ciò che non poteva invece essere rimosso dal sito è stato coperto accuratamente e transennato in modo da non corrompere la sensibilità delle donne, dei bambini e della classe operaia.
Ma nonostante i tentativi occasionali di repressione, la rappresentazione di temi erotici è stata un fatto comune nei millenni.

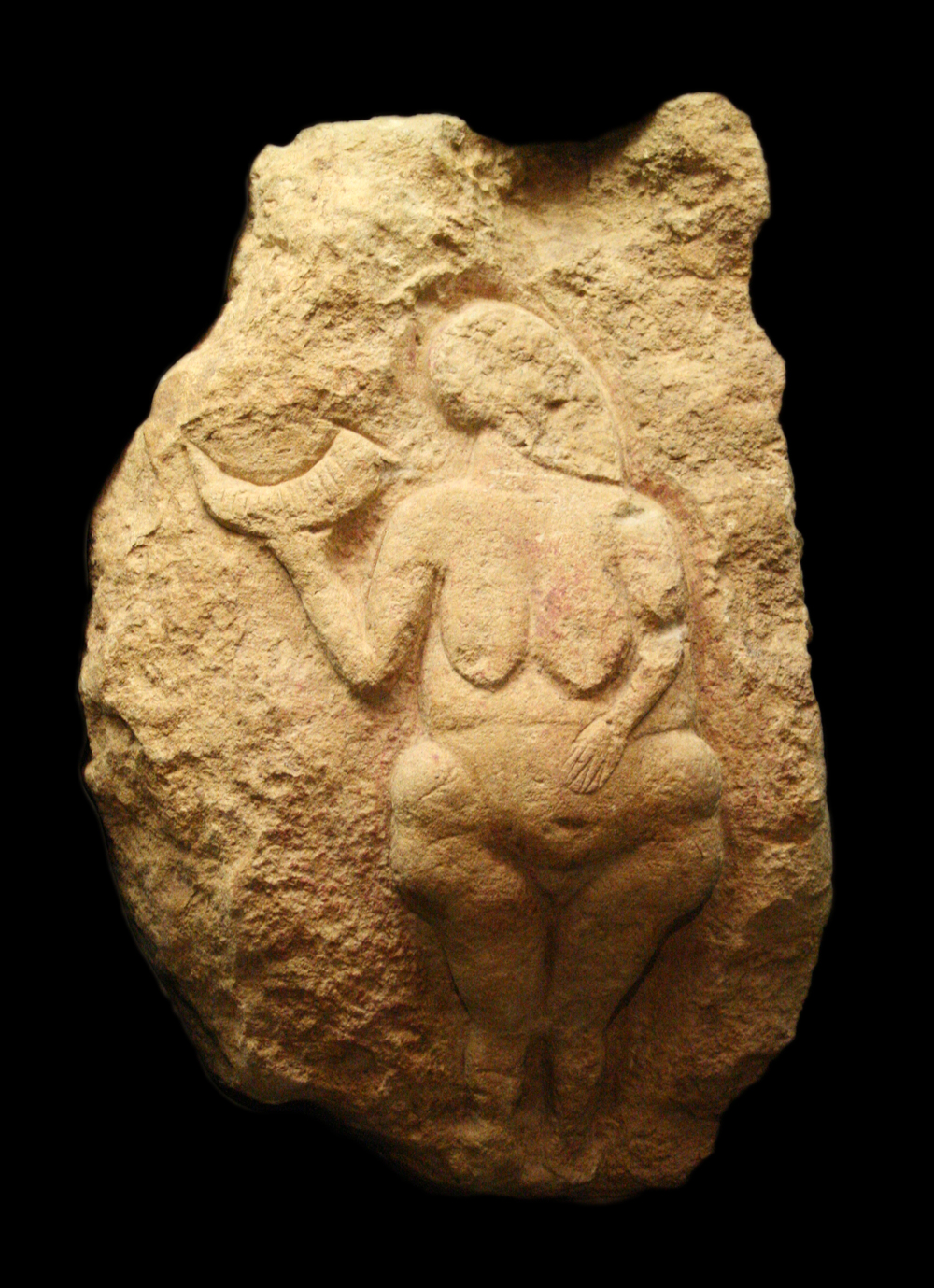
"Venere di Lassuel", appartenente al gruppo delle Veneri paleolitiche.

## Prime rappresentazioni

### Paleolitico e Mesolitico
Tra i più antichi esempi superstiti di rappresentazione erotica ci sono l'incisione e la pittura rupestre del Paleolitico. Alcune delle immagini più comuni riguardano animali, scene di caccia e raffigurazioni di genitali umani. Esseri umani nudi con caratteristiche sessuali esagerate sono rappresentati in alcuni dipinti e manufatti del tempo, ad esempio nelle statuine delle Veneri paleolitiche.
Nel 2004 in una grotta a Creswell Crags in Inghilterra è stata scoperta dell'arte rupestre che si pensa poter essere risalente all'incirca a 12.000 anni fa; questa comprende anche alcuni reperti la cui simbologia rimanda ad una possibile versione stilizzata dei genitali femminili. Poiché non vi è alcuna prova diretta riguardante l'utilizzo effettivo di questi oggetti, si è ipotizzato che essi potrebbero essere stati usati durante vari rituali religiosi, o anche magari anche per uno scopo più eminentemente sessuale.
Nel 2005 in Germania gli archeologi hanno trovato quella che sembra essere una scena di 7200 anni fa, che rappresenta una figurina maschile china su una figurina femminile in quello che sembra essere un modo di rappresentare suggestivamente il rapporto sessuale: la figurina maschile è stata chiamata "Adonis von Zschernitz".

### Antico Egitto

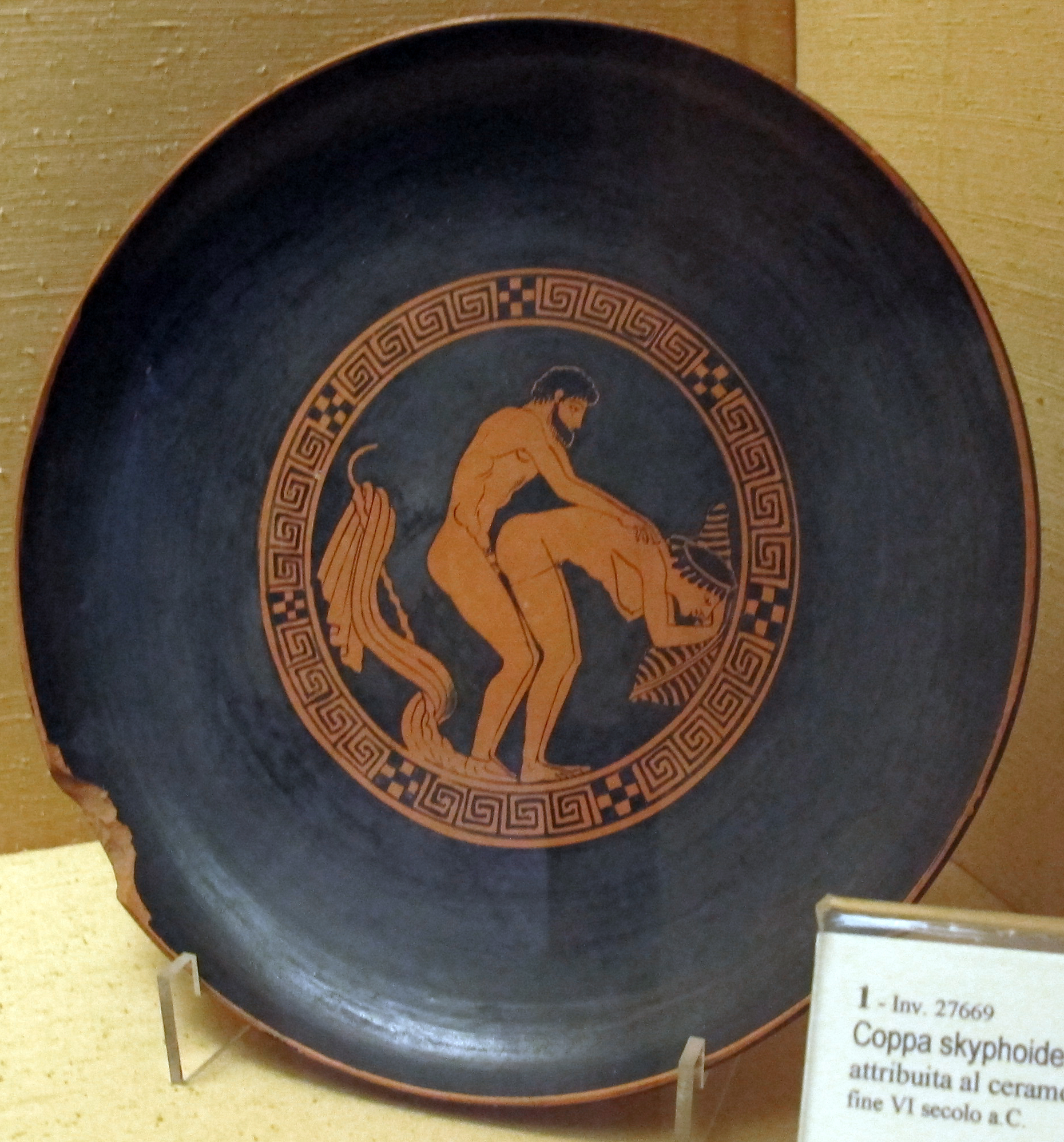
Piatto attico con scena erotica (455 a.C. circa), posizione da dietro tra uomo e donna.

Un manufatto egizio denominato "papiro erotico di Torino" può essere considerato come una "rivista maschile" dell'epoca; dipinto nel periodo ramesside (1300-1100 a.C.) è costituito in gran parte da raffigurazioni esplicite che descrivono le varie posizioni sessuali che si possono adottare tra uomo e donna.

### Mondo Greco e Romano
Gli antichi Greci hanno dipinto spesso scene sessuali sulle loro ceramiche, molte delle quali famose per essere tra le prime rappresentazioni di omosessualità e pederastia, nonché di omoerotismo. L'arte Greca ritrae volentieri le pratiche sessuali, ma è impossibile distinguere tra ciò che per loro poteva eventualmente essere considerato osceno o proibito in quanto gli antichi Greci non avevano un concetto di pornografia.
La loro arte riflette con molta semplicità scene di vita quotidiana, in maniera magari un po' più erotica di quanto abbiano prodotto altri popoli: peni eretti scolpiti che rimandano ad un simbolismo fallico possono essere visti in luoghi di culto, come ad esempio il tempio dedicato a Dioniso e situato sull'isola di Delo; mentre un elemento comune di protezione apotropaica era costituito dall'erma, una statua composta da una testa su un plinto quadrato con un grande fallo in evidente stato di erezione in rilievo sul davanti: doveva rappresentare una forma di Ermes (da cui il nome "erma").

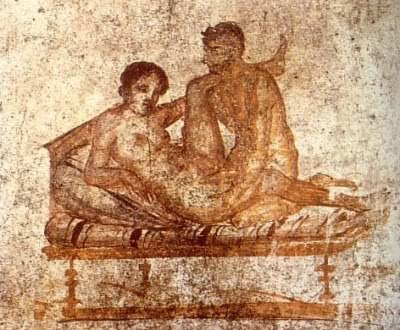
Affresco erotico presente nel lupanare di Pompei.

I Greci hanno anche tramandato il primo caso noto di rappresentazione erotica del lesbismo in occidente, con l'opera poetica di Saffo di Lesbo.
Vi sono numerosi dipinti e sculture sessualmente espliciti provenienti dagli edifici romani in rovina d Pompei ed Ercolano, ma gli scopi originali di tali rappresentazioni possono variare. Da un lato, nella cosiddetta "Villa dei Misteri" si trova una scena di flagellazione rituale che è chiaramente associata ad un qualche culto e quindi l'immagine può esser intesa come avente significato originariamente religioso, piuttosto che sessuale.

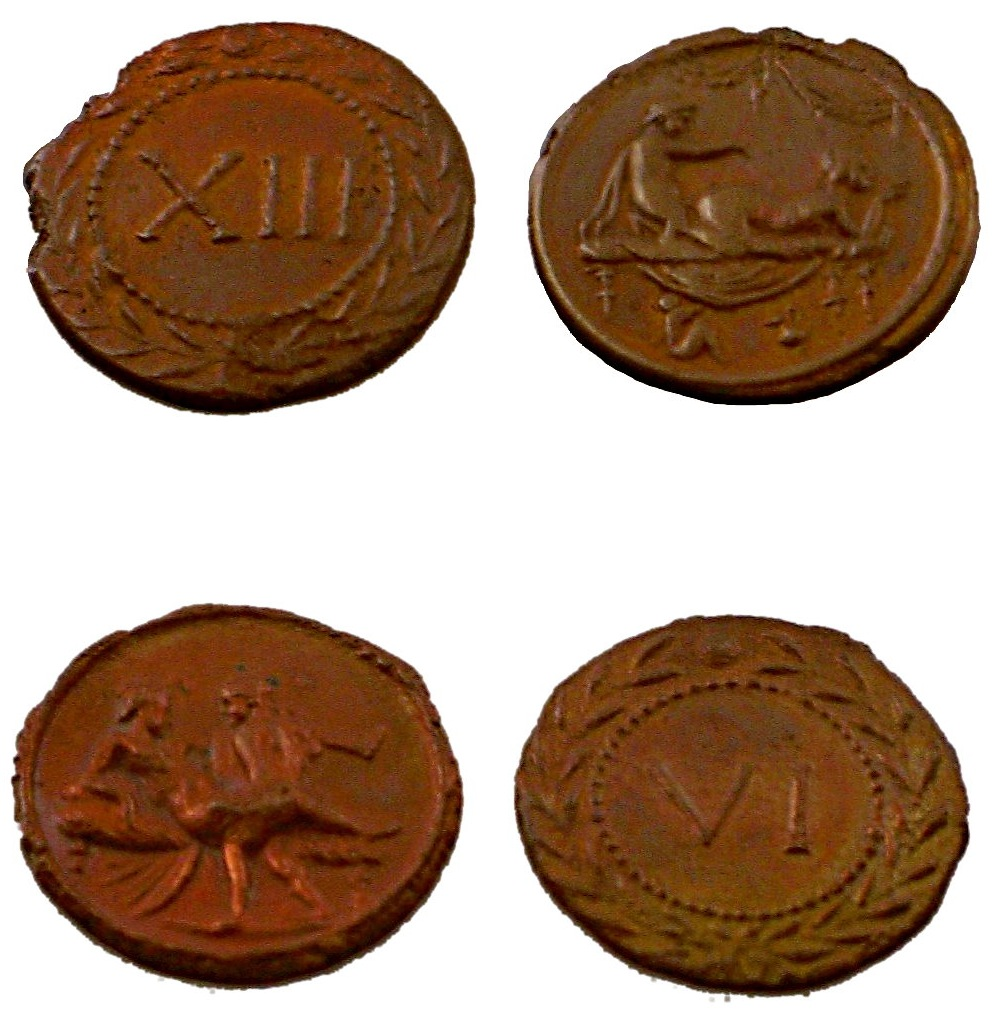
Spintria o "gettoni del bordello".

D'altra parte, i dipinti e la grafica sulle pareti esterne di un bordello pubblicizzavano i servizi sessuali che vi si praticavano all'interno, una sorta di murales sopra la porta d'ingresso. Sempre a Pompei falli e testicoli incisi nei marciapiedi, ma anche altre forme di decorazione, facevano da indicatore per aiutare i visitatori a trovare la strada in direzione del quartiere riservato allo svago dei sensi.
La rappresentazione romana del sesso riflette i costumi e le pratiche di quella cultura, come si può ad esempio ben osservare nella coppa Warren: gli atti sessuali considerati tabù, come quelli che contaminano la purezza della bocca, sono stati rappresentati alle terme come effetto comico. Grandi falli sono stati spesso utilizzati nei pressi degli ingressi a residenze pubbliche o private in quanto erano considerati dei portafortuna; tali sculture erano comuni nelle case patrizie.
Uno dei primi oggetti recuperati quando è iniziato l'opera di scavo ai piedi del Vesuvio è stato una statua di marmo che mostra il dio-caprone Pan mentre si sta accoppiando con una capra, una rappresentazione quantomai dettagliata di zoofilia e considerata oscena fino a quando non è stata esposta per la prima volta al pubblico nell'anno 2000.

### Antico Perù
I Moche peruviani sono un altro popolo antico che ha scolpito nelle proprie ceramiche scene sessuali esplicite, il loro scopo era però di gran lunga differente da quello di molte altre culture primitive; credevano difatti che il mondo dei morti fosse l'esatto contrario del mondo dei vivi, pertanto le offerte funerarie venivano messe in vasi le cui immagini mostrano atti sessuali quali masturbazione, fellatio e sesso anale ovvero tutte pratiche che non conducono al concepimento. La speranza era che nel modo dei morti avrebbero acquistato il loro significato opposto e quindi causato la fertilità e la vita.

### Asia
C'è stata una lunga tradizione di pittura erotica in Oriente, dal Giappone, alla Cina, all'India e alla Persia, con opere che rappresentano sia l'amore eterosessuale che quello omosessuale; uno dei più antichi e famosi manuali sessuali, molto conosciuto ancor oggi, è il Kāma Sūtra, scritto da un poeta indiano nei primi secoli dopo Cristo. Un altro trattato notevole che tratta l'arte d'amare è Il giardino profumato scritto dal tunisino al-Nafzawi e risalente al XV secolo.
In Giappone l'arte erotica ha trovato la sua massima fioritura per mezzo della xilografia; lo stile è conosciuto come shunga (春画-immagini di primavera) ed alcuni dei suoi rappresentanti più classici (ad esempio Harunobu e Utamaro) han prodotto un gran numero di opere; nel contempo anche la pergamena dipinta a mano risultava essere molto popolare.
Apparso nel XIII secolo lo shunga ha continuato a crescere in popolarità e diffusione nonostante i tentativi occasionali di sopprimerne la produzione, il primo dei quali è stato un divieto riguardante i libri erotici conosciuti come kōshokubon (好色本) emesso nel 1722 da parte dello shogunato Tokugawa. Lo shunga cessò d'essere prodotto solamente nel XIX secolo a seguito dell'invenzione della fotografia.
Anche la tradizione cinese riguardante l'erotismo in arte è stata molto ricca ed estesa nel tempo, con esempi risalenti alla dinastia Yuan (1271-1368), raggiungendo il suo picco però durante l'ultima parte della successiva dinastia Ming.
In Cina e Giappone l'erotismo ha inoltre svolto un ruolo di primo piano anche nello sviluppo del romanzo; Genji monogatari, scritto da una nobildonna del periodo Heian (XI secolo) viene spesso considerato il primo romanzo della storia: esso ripercorre le tante vicende della sua protagonista in un linguaggio discreto ma in ogni caso estremamente carnale.
Nella Cina del XVI secolo il romanzo decisamente esplicito il Chin P'ing Mei (La prugna nel vaso d'oro) è considerato uno dei quattro grandi romanzi classici della letteratura cinese; a causa della pornografia presente in gran parte della sua storia ha subito nel corso del tempo ampie censure, rimaneggiamenti e soppressioni, compresa la sua sostituzione nella lista dei quattro classici.

### Europa medioevale
Scene erotiche sono apparse anche in manoscritti miniati, ma sono stati visti solamente da coloro che potevano permettersi i libri estremamente costosi fatti a mano: la maggior parte di questi disegni si trovano ai margini dei libri d'ore. Molti studiosi pensano che ciò fosse fatto per soddisfare l'interesse sia nei confronti dell'erotismo che della religione all'interno di un unico testo; altri però pensano che i disegni posti ai margini fossero una sorta di cautela morale, ma la rappresentazione sia di nobili che di membri del clero impegnati in atti sessuali suggerisce invece origini politiche.
Questo stato di cose è durato fino a quando, con l'invenzione dei caratteri a stampa da parte di Johannes Gutenberg, immagini sessualmente esplicite hanno potuto esser introdotte in qualsiasi testo ed avere così una circolazione molto più ampia rispetto a prima in tutto il mondo occidentale; prima di allora le immagini erotiche essendo fatte a mano erano anche molto costose e riservate, se così si può dire, ai soli maschi delle classi superiori.
Anche il British Museum ha avuto una sua "stanza segreta" riempita con una collezione di erotica antica donata dal medico George Witt nel 1865; recentemente la maggior parte di essa è stata integrata con altre collezioni presenti all'interno del museo.

## Inizi della circolazione di massa

### Stampa
La stampa divenne molto popolare in Europa a partire dalla metà del XV secolo e, a causa della natura compatta del "libro" che riusciva a produrre, fu subito molto adatta per la rappresentazione erotica. La nudità e la ripresa di modelli classici sono stati molto presto associati nella storia della stampa e molte delle stampe con soggetti mitologici di questo periodo erano chiaramente in parte una scusa per produrre del materiale erotico; le incisioni di Giovan Battista Palumba tanto per citare un solo autore.
Un esempio di erotismo terreno è osservabile in una lastra di stampa del 1475-1500 raffigurante un'"Allegoria d'accoppiamento" in cui si vede una giovane coppia che sta avendo un incontro sessuale, la donna con le gambe in aria e bene aperte tra le estremità di una panchina mentre un pene enorme dotato di gambe e ali e con una campana legata alla parte inferiore del glande, si sta arrampicando lungo la panca. Anche se la piastra è stata riutilizzata fino ad usurarsi per produrne incisioni, nessuna di queste in forma di stampa è riuscita a sopravvivere fino a noi.
Gli amori riguardanti le divinità della mitologia classica hanno fornito molti soggetti in cui la realizzazione dell'atto sessuale era il momento chiave della storia, inoltre la sua rappresentazione era facilmente ritenuta essere giustificabile. In particolare la storia di Leda e il "Cigno divino" in cui Zeus appare in forma animale per poter sedurre più facilmente la donna è stata spesso raffigurata in una maniera abbastanza esplicita; pare che il tema di quest'immagine fosse considerato più accettabile in quanto uno dei due soggetti appariva non in forma umana.
Fino alla fine del XV secolo i confini di quello che avrebbe potuto essere rappresentato apertamente all'interno di un palazzo per una visualizzazione semi-privata sembrava abbastanza incerto; Leda e il cigno di Michelangelo Buonarroti è un dipinto abbastanza grande che mostra un incontro sessuale in corso, ed una delle centinaia di illustrazioni per il libro Hypnerotomachia Poliphili del 1499 mostra la bella e giovane Leda mentre sta avendo un rapporto sessuale col cigno mentre si trova in cima ad un carro che sta facendo il duo ingresso trionfale in città: una folla osserva con attenzione.
Nel XVI secolo il tentativo di stampare materiale erotico ha causato uno scandalo di grandi proporzioni quando il noto artista italiano Marcantonio Raimondi ha fatto pubblicate I Modi nel 1524, un libro illustrato sulle 16 posizioni sessuali più in auge al momento. L'autore è stato successivamente imprigionato per volontà del papa Clemente VII e tutte le copie delle illustrazioni sono state distrutte.
Il Raimondi aveva basato le proprie incisioni su una serie di dipinti erotici che Giulio Romano stava producendo come commissione per il palazzo Te a Mantova: anche se le due rappresentazioni erano molto simili solo Raimondi venne processato in quanto le sue incisioni erano in grado di essere viste da ampio pubblico. Romano non seppe dell'esistenza delle incisioni delle incisioni fino a quando Pietro Aretino non giunge ad ammirare i dipinti originali, mentre l'arista stava ancora lavorando su di essi.
Il "Divin Aretino" (... ecco il flagello / de' principi, il divin Pietro Aretino. Orlando Furioso, 46, 14, 3-4) ha quindi composto in onore della rappresentazione pittorica di genere erotico veduta i 16 Sonetti lussuriosi ("Sia nella tua fica che nel tuo culo, il mio cazzo sarà felice e beato"). I Modi fu poi pubblicato una seconda volta nel 1527, sia con le immagini che con le poesie, rendendo questo il primo libro in cui immagini e testi erotici venivano combinati assieme; la polizia del papa ancora una volta si attivò per far sequestrare tutte le copie in circolazione.
Intanto Raimondi era riuscito a scappare di prigione; ma la censura a quei tempi era così severa che non sono mai state recuperate le stampe complete delle edizioni originali, essendo il testo esistente solo una copia di una copia che è stata ritrovata solo quattrocento anni dopo.
Nel XVII secolo numerosi esempi di letteratura a sfondo sessuale ha cominciato a circolare, grazie anche al romanzo libertino e alla figura stessa del libertino (personaggio). Durante l'Illuminismo molti dei liberi pensatori francesi associati al libertinismo filosofico cominciarono a sfruttare la pornografia come mezzo di forte critica sociale e satira dei costumi; un attacco sovversivo in piena regola che prendeva generalmente di mira la Chiesa cattolica e le sue attitudini ufficiali di completa repressione sessuale.
Tra queste "L'Ecole des Filles", un'opera francese stampata nel 1655, che è considerato l'inizio della pornografia letteraria in Francia; si compone di un dialogo illustrato tra due donne, un'inesperta adolescente di 16 anni e una cugina più mondana, il tema trattato nelle discussioni è ovviamente la sessualità. L'autore a tutt'oggi anonimo, anche se all'epoca alcune persone subirono anche lunghe pene detentive per presunta paternità dell'opera. Nel suo diario Samuel Pepys racconta d'aver acquistato una copia del libro, d'averlo letto e poi bruciato per evitar che fosse scoperto dalla moglie.
Il mercato degli opuscoli, produzione di massa e poco costosa divenne ben presto familiare alla classe borghese francese, mentre in Inghilterra vi era la preoccupazione tra gli aristocratici che la mente più debole delle classi inferiori potesse risultar danneggiata dalla divulgazione di massa della stampa, e la sua moralità gravemente messa in dubbio dai "testi proibiti": le donne tutte, i servi e gli analfabeti in genere erano considerati come particolarmente vulnerabili a tal riguardo.
Le storie e le illustrazioni, vendute nelle gallerie del Palais Royal, insieme con i servizi delle prostitute, erano molto spesso ferocemente intrisi di anticlericalismo e ricchi di racconti riguardanti la condotta ipocrita e fasulla dei membri del clero, sacerdoti ma anche monaci e suore nei conventi; una tradizione questa che nella pornografia francese continuò fino al XX secolo.
Nel periodo precedente la rivoluzione francese la pornografia stata anche ampiamente utilizzata come modo di attacco politico, la regina Maria Antonietta è stata spesso presa di mira con fantasie coinvolgenti orge lesbiche a cui avrebbe solitamente partecipato, ma anche nei riguardi dell'autentica paternità dei suoi figli (circolavano voci su presunte inadeguatezze sessuali di Luigi XVI di Francia) fino ad accusarla di incesto commesso sul figlioletto.
Durante e dopo l'epoca rivoluzionaria vengono stampate le celeberrime opere del marchese de Sade; queste erano generalmente accompagnate da illustrazioni e servivano come forte attacco politico, oltre che per aiutare l'esposizione del pensiero filosofico del loro autore.
Il contributo inglese è stato Fanny Hill. Memorie di una donna di piacere del 1748; mentre il testo è una satira delle convenzioni letterarie e dei costumi più alla moda in quel periodo, la cosa più scandalosa era la rappresentazione che veniva data della donna protagonista, la quale partecipa attivamente a varie situazioni sessuali e prova senza nasconderlo un notevole piacere sessuale in esse, senza infingimenti o falsi moralismi e senza subirne alcuna conseguenza morale o fisica negativa.
John Cleland ha scritto l'intero libro usando eufemismi per gli atti sessuali e per determinate parti del corpo, impiegando 50 nomi differenti solo per il pene; un piccolo caso giudiziario si è verificato quando il vescovo di Londra ha fatto arrestare e per un breve lasso di tempo imprigionare Cleland, ma "Fanny Hill" ha continuato ad esser ristampato senza interruzione: era tuttavia illegale possedere una copia di questo libro negli Stati Uniti fino al 1963 e nel Regno Unito fino al 1970.

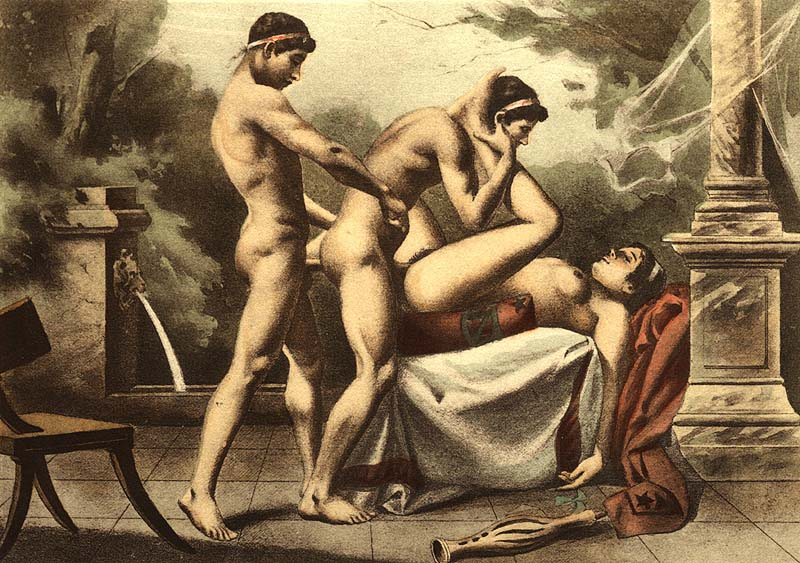
Rapporto a tre (threesome) uomo-uomo-donna in un dipinto di Édouard-Henri Avril.

## Cinema
La produzione di film erotici inizia quasi subito dopo l'invenzione del cinema. Due tra i pionieri del genere sono stati Eugène Pirou e Albert Kirchner; quest'ultimo, sotto lo pseudonimo di "Léar", ha diretto nel 1896 per Pirou quello che può essere considerato il primo film erotico, intitolato "Le Coucher de la Mariée", un cortometraggio di 7 minuti in cui l'attrice Louise Willy eseguiva uno striptease in stanza da bagno.
Anche altri registi francesi cominciarono a considerare i profitti che avrebbero potuto esser fatti da questo tipo di pellicole in cui si vedevano le donne spogliarsi. In quello stesso 1896 uscì "Fatima's Coochie-Coochie Dance", pellicola che mostra una ragazza di nome Fatima eseguire una danza del ventre; il movimento del suo bacino venne censurato e questa fu la prima censura fatta eseguire al cinema. In quel periodo vi furono comunque vari film per così dire osé caratterizzati da ballerine esotiche in azione.
"The May Irwin Kiss" è invece il primo film che mostra un bacio tra un uomo una donna, il primo bacio impresso su pellicola; viene mostrata una coppia in primo piano che si dà un breve bacio sulle labbra. Questa scena venne immediatamente denunciata come scioccante e pornografica, con la Chiesa cattolica che richiamava l'attenzione sulla necessità di un'immediata riforma morale e censura preventiva a difesa del popolo: a quei tempi baciarsi in pubblico o per la strada poteva portare all'avvio di un'azione penale.
Lo stile tableau vivant viene utilizzato in "The Birth of the Pearl" del 1901: una giovane modella anonima con i capelli lunghi indossa un collant attillato color carne, mostrandosi in posa frontale diretta e fornendo in tal maniera una visione estremamente provocatoria per l'epoca della forma del corpo umano femminile. La postura assunta era nello stile della Nascita di Venere di Sandro Botticelli.
Il primo film pornografico databile con certezza è "A L'Ecu d'Or ou la bonne auberge" del 1908; la storia è quella di un soldato in licenza che ha un appuntamento galante con una ragazza, la servetta di una locanda. In "Am Abend", film tedesco di dieci minuti, si può inizialmente ammirare una donna nuda che si masturba da sola nella sua camera da letto; in seguito viene raggiunta da un uomo ed assieme praticano fellatio e sesso anale.
In Austria Johann Schwarzer ha creato la propria casa di produzione "Saturno Film", in grado di produrre 52 pellicole erotiche tra il 1906 e il 1911, fino a quando cioè l'impresa è stata sciolta d'autorità e i film distrutti per ottemperare alle leggi vigenti sulla censura.
La produzione cinematografica dichiarata così illegale cominciò allora a svilupparsi sotterraneamente da dilettanti per i decenni seguenti, questi film venivano chiamati film blu o film di addio al celibato. Le strutture messe a disposizione per l'elaborazione di tali pellicole erano generalmente sotto il controllo diretto della criminalità organizzata, o comunque legate od associate ad essa; venivano poi diffusi privatamente o tramite commessi viaggiatori, con le persone coinvolte che rischiavano sempre di venire arrestate, sia per il possesso ma anche solo per aver visionato una tale tipologia di film..
Nel secondo dopoguerra vi sono stati sviluppi che hanno ulteriormente stimolato la crescita del mercato di massa; l'evoluzione tecnologia, in particolare con l'introduzione del formato a 8 millimetri (film) e del super 8, ha portato all'uso sempre più diffuso della cinematografia amatoriale.
Il primo film con una trama esplicitamente pornografica che ha avuto una diffusione generale negli Stati Uniti è generalmente considerato essere "Mona the Virgin Nymph" del 1970, seguito da Flesh Gordon per quanto riguarda la sessualità eterosessuale e "Boys in the Sand" del 1971 per quel che concerne la sessualità omosessuale.
Nel 1972 i primi film pornografici a raggiungere picchi imprevedibili di popolarità, fino a diventare veri e propri fenomeni sociali, sono stati Gola profonda e Dietro la porta verde, seguiti l'anno successivo da Miss Jones.

## Video e rappresentazioni digitali
Nei primi anni '80 i film a maggior contenuto pornografico venivano immessi sul mercato col mezzo più economico e conveniente dato dalle videocassette. I CD-Rom erotici erano popolari tra la fine degli anni '80 e gli inizi degli anni '90.